# 兼元謙任
兼元 謙任（かねもと かねとう、1966年7月22日 - ）は、愛知県名古屋市緑区出身の実業家である。ウェブサービス「OKWave」の創業者である。

## 来歴・人物
在日韓国人3世として名古屋市に生まれる。小学生の時に帰化したが、生まれが原因でいじめに遭い、いじめで負った傷のために今でも右目が見えづらい。6年生になるとギラン・バレー症候群に罹った。高校まで入退院を繰り返し、車椅子生活を余儀なくされたこともあった。
1985年、愛知県立瑞陵高等学校卒業。1989年に愛知県立芸術大学美術学部デザイン学科を卒業後、京都のデザイン会社と名古屋の建築塗装会社に務める。闘病経験が元となり、会社勤めと並行して、身体障害者向けの製品をデザインする(ユニバーサルデザイン)ボランティア活動を行う。給料の多くをボランティアにつぎ込んだ。最終的には新たなデザインプロジェクトのために会社を退職したが、プロジェクト自体が頓挫してしまう。
1996年、東京の知人を頼り上京するが仕事はなく生活費も底を突き、ホームレス状態の生活を続ける。しかし、仕事をもらえるよう何度も知人に頼み続けることで、徐々に仕事を受注するようになる。名古屋市工業研究所ではセミナーを開催するなど、地道な努力を重ねた。ウェブ制作に関する疑問をBBSで聞いた際に罵倒され、過去のいじめの経験が思い出されたことから、後の「OKWave」のサービスの原型を思いつく。米国人プログラマーのボブ・スコットと意気投合し、彼からプログラムを得て、OKWaveの立ち上げにこぎつける。2006年6月、名証セントレックスに上場し、翌年には本社を渋谷区恵比寿に移転した。楽天及びマイクロソフトと業務・資本提携関係にある。

## 著書
- グーグルを超える日　オーケイウェブの挑戦（ソフトバンクパブリッシング）
- ホームレスだった社長が伝えたい　働く意味（大和書房）
- ホームレスからのリベンジ（小学館）
- 僕はこれでホームレスから上場企業社長になった　1日1枚成功シート（東洋経済新報社）
- ネット広告がテレビCMを超える日（毎日コミュニケーションズ） - 山崎秀夫との共著
- 「みんなの知識」をビジネスにする（翔泳社） - 佐々木俊尚との共著

## メディア
- ルビコンの決断（2009年6月18日）